# Río Cuarto (río)
El río Cuarto, Chocancharava, Chocancharagua o Conchancharava es un río que discurre por el sector centro-sur de la Provincia de Córdoba (Argentina), República Argentina. Nace en la pendiente este de las sierras de Córdoba, en el ramal llamado sierra de Comechingones; recibe el nombre de río Cuarto al salir del pedemonte y tras confluir varios arroyos, en especial el llamado Piedras Blancas, con el de Las Cañitas o de la Invernada.
La denominación Río Cuarto es ordinal y deriva de la serie de principales ríos cordobeses que los españoles fueron descubriendo en el siglo XVI a partir de la ciudad de Córdoba (ciudad por donde discurre el río Primero o Suquía). "Chocancharava" o "Chocancharaua" es una denominación originaria del pueblo comechingón, esto se puede notar por su terminación "charava", la cual era usada por Ellos. Este nombre fue recuperado a fines de siglo XX.
Al salir de las sierras fluye por la llanura de la Pampa Húmeda, en dirección sureste, hasta llegar a una zona de hundimiento tectónico en donde se forman los humedales llamados Bañados del Saladillo o Bañados de Loboy. Allí su curso tuerce su rumbo hacia el noreste, tras salir de los mencionados bañados, donde se confunde con el 'Canal La Brava' (el desagüe de la laguna homónima), el río recibe el nombre de Río Saladillo, el cual se une al río Tercero o Ctalamochita casi a orillas de la localidad homónima, para formar el Río Carcarañá, cuyas aguas alcanzan el Río Paraná.
La longitud total del río Cuarto es de unos 400 km, aunque solo aproximadamente 300 km reciben el nombre de Chocancharava o río Cuarto, su régimen es predominantemente pluvial con aportes nivales en las sierras y algún incremento primaveral por los deshielos en las cumbres serranas, aumentando sus caudales a fines de primavera (noviembre) y durante el estío, de este modo posee un caudal promedio estival de 7,2 m³/s, pasando a tener un caudal de 70 m³/s durante las crecidas (en 1943 una crecida extraordinaria llevó un caudal de 200 m³/s).
Las principales localidades y ciudades que se encuentran a sus orillas son Río Cuarto, Las Acequias, Villa Reducción, Alejandro Roca y La Carlota, mientras que en las cercanías del tramo llamado Saladillo se encuentran las ciudades de Monte Maíz, Saladillo (Córdoba), Monte Buey e Inriville.